# Colla Castellera Ses Talaies de Formentera
Ses Talaies de Formentera és una colla castellera de Sant Francesc de Formentera fundada l'any 2009. La colla està formada per castellers de diverses colles i per formenterencs.
La primera vegada que la colla es va presentar públicament va ser el 5 d'agost del 2009, en el marc de les Festes de Santa Maria a Sant Francesc. El 3 d'agost van oferir un taller casteller i dos assajos públics que van servir per preparar l'actuació, que es faria al cap de dos dies. El 5 d'agost del 2009 van fer la primera actuació, que tingué lloc a la plaça de l'església de Sant Francesc Xavier. La colla va reunir una trentena de talaiers i va fer castells de 5 amb "acotxaneta".
El 2010 la colla va fer un salt qualitatiu i quantitatiu consistent a assolir els castells de la gamma de 6 i la participació de 75 talaiers. La colla va preparar l'actuació amb dos assajos i va dur a plaça castells amb pom de dalt sense canalla; a més, va actuar conjuntament amb Castellers de la Vila de Gràcia.
El 2013 la colla va fer de nou un salt qualitatiu aconseguint descarregar tres castells de la gamma alta de sis gràcies a la presència de més de 80 talaiers provinents de 16 colles diferents. L'actuació de la colla va ser en solitari i va descarregar els següents castells: Torre de 6, 3 de 6 aixecat per sota, 4 de 6 amb el pilar i dos pilars de 4.